# Styloniscus verrucosus
Styloniscus verrucosus là một loài chân đều trong họ Styloniscidae. Loài này được Budde-Lund miêu tả khoa học năm 1906.